# Angie Stone
Angie Stone, pseudonimo di Angela Laverne Brown (Columbia, 18 dicembre 1961 – Montgomery, 1º marzo 2025), è stata una cantante statunitense di musica R&B e neo soul.

## Biografia

### Prime esperienze
Il suo esordio nel mondo della musica risale all'inizio degli anni '80 quando, appena ventenne, con il nome di Angie B ella fece parte del trio femminile The Sequence, uno dei primi gruppi funk/hip hop a riscuotere un discreto successo nelle classifiche statunitensi di musica nera del tempo. Successivamente collaborò con il gruppo hip hop old school e elektro funk dei Mantronix, e in seguito anche con Lenny Kravitz e Vanessa Paradis come corista e sassofonista.
Negli anni '90 entrò a fare parte del gruppo R&B Vertical Hold con cui pubblicò due album: A Matter of Time (1993) e Head First (1995). Nel 1996 si unì al gruppo dei Devox e con lui scrisse e registrò Devox Featuring Angie B. Stone, pubblicato solo in Giappone nello stesso anno. Intanto collaborò con D'Angelo alle liriche di alcuni brani dei due acclamati album Brown Sugar (1995) e Voodoo (2000), e lavorò come corista per i suoi concerti.

### Carriera solista
Il suo album di debutto, Black Diamond, venne pubblicato nel settembre del 1999 con l'etichetta Arista Records.
Successivamente, nell'ottobre del 2001, Angie Stone pubblicò Mahogany Soul. Nel 2004 fu la volta di Stone Love, che come il precedente album fu inciso con la J Records. Nel 2003 partecipò ad alcuni brani della colonna sonora del film The Fighting Temptations, al quale prese anche parte come attrice.
Nel 2005 pubblicò una raccolta dei suoi successi, Stone Hits: The Very Best of Angie Stone.
Nel 2007 firmò un contratto con la casa discografica Stax Records e pubblicò il suo quarto album di inediti, The Art of Love & War, trainato dal primo singolo Baby in duetto con la veterana del soul Betty Wright.
Il 23 novembre 2009 registrò il nuovo album, dal titolo Unexpected, che segnò un cambio di genere musicale e di immagine, ispirato anche dalla perdita inaspettata del padre nei primi mesi del 2009.
A seguire incise gli album Rich Girl, nel 2012, e Dream, nel 2015.

### Morte
Angie Stone è morta nel 2025 in un incidente stradale; il furgone in cui si trovava con la band si è ribaltato finendo poi contro un camion. La cantante è stata l'unica persona a perdere la vita. Aveva 63 anni. 

## Vita privata
Dal suo unico matrimonio, terminato col divorzio, ebbe una figlia. Con D'Angelo, di cui fu compagna negli anni '90, mise al mondo un maschio. Sul finire di quel decennio le venne diagnosticato il diabete di tipo 2. 

## Discografia

### Album in studio
- 1999 – Black Diamond
- 2001 – Mahogany Soul
- 2004 – Stone Love
- 2007 – The Art of Love & War
- 2009 – Unexpected
- 2012 – Rich Girl
- 2015 – Dream
- 2023 - Love Language

### Raccolte
- 2005 – Stone Hits: The Very Best of Angie Stone

## Filmografia

### Cinema
- Hot Chick - Una bionda esplosiva (The Hot Chick), regia di Tom Brady (2002)
- The Fighting Temptations, regia di Jonathan Lynn (2003)
- Scary Movie V (Scary Movie 5), regia di Malcolm D. Lee (2013)
- Poliziotto in prova (Ride Along), regia di Tim Story (2014)

### Televisione
- Moesha – serie TV, episodio 5x22 (2000)
- Girlfriends – serie TV, episodio 3x07 (2002)
- One on One – serie TV, episodio 3x14 (2004)
- Lincoln Heights - Ritorno a casa (Lincoln Heights) – serie TV, episodi 3x09–3x10 (2008)